# ブリティッシュ・ロイヤルティ
|          |                                  |
| 船歴     |                                  |
| 建造所   | パルマー造船所（ニューカッスル） |
| 起工     |                                  |
| 進水     | 1928年1月                        |
| 竣工     |                                  |
| その後   | 1946年1月16日 自沈               |
| 主要目   |                                  |
| 総トン数 | 6,993トン（1942年）              |
| 純トン数 | 4,140トン（1942年）              |
| 載貨重量 |                                  |
| 排水量   |                                  |
| 登録長   | 134.3m（1942年）                 |
| 型幅     | 17.4m（1942年）                  |
| 登録深   | 10.3m（1942年）                  |
| 機関     | ズルツァー式ディーゼル機関       |
| 出力     | 748馬力（1942年・NHP）           |
| 速力     |                                  |
| 乗員     |                                  |
| 乗客     |                                  |
| 同型船   |                                  |
| 備考     |                                  |

ブリティッシュ・ロイヤルティ（英語: MV British Loyalty）は、1928年進水のイギリスの石油タンカー。第二次世界大戦中の1942年にマダガスカル島で日本海軍の特殊潜航艇によって一度撃沈された。引揚げ修理後にアッドゥ環礁で物資貯蔵船として再利用されたが、1944年にドイツ潜水艦の攻撃で再び着底し、終戦後に自沈処分となった。

## 船歴

### 進水
「ブリティッシュ・ロイヤルティ」は、イギリスのニューカッスル・アポン・タインにあるパルマー・シップビルディング・アンド・アイロン・カンパニーの造船所で建造され、1928年1月に進水した。船型は当時の大型タンカーに一般的な、船尾に機関室、船体中央に船橋を有する型式で、主機関はズルツァー社製のディーゼルエンジンを搭載した。船主はブリティッシュ・タンカー・カンパニーである。

### 第二次世界大戦参戦
第二次世界大戦開始後の1942年（昭和17年）5月、「ブリティッシュ・ロイヤルティ」は、ヴィシー・フランス統治下のマダガスカル島ディエゴ・スアレス（現アンツィラナナ）を攻略するアイアンクラッド作戦に、イギリス海軍の補給船として参加した。同年5月中旬までに攻略作戦は成功してイギリス艦隊の主力は撤収したが、「ブリティッシュ・ロイヤルティ」は、戦艦「ラミリーズ」及び駆逐艦3隻・コルベット2隻などとともにディエゴ・スアレスに残った。

### 日本海軍により撃沈
これに対して日本海軍は、ディエゴ・スアレスを特殊潜航艇である甲標的で奇襲する作戦を計画した（マダガスカルの戦い#日本海軍による攻撃）。同年5月29日に日本潜水艦「伊10」の偵察機がディエゴ・スアレスに飛来し、「ブリティッシュ・ロイヤルティ」の乗員はそれを発見したが、味方の巡洋艦「フロビッシャー」の搭載機と誤解した。同年5月30日夜、日本潜水艦「伊16」「伊20」から発進した甲標的2隻が、ディエゴ・スアレス港内に侵入してイギリス艦船を攻撃した。
「ブリティッシュ・ロイヤルティ」は重油やアルコールを搭載した状態で港口に近いアンツィレーン灯台付近に停泊していたが、「ラミリーズ」に魚雷が命中して爆発後、特殊潜航艇の司令塔や潜望鏡らしいものを2体発見し、4インチ砲とルイス軽機関銃で攻撃した。「ブリティッシュ・ロイヤルティ」は錨鎖を断ち切って緊急始動したが、後進したところ、「ラミリーズ」を狙ったと思われる魚雷の進路に入り込んでしまった。魚雷1発が「ブリティッシュ・ロイヤルティ」の機関室を直撃し、同船は急速に浸水して船尾から水深20mの海底に沈没、乗員6人が行方不明となって死亡と推定された。生存者は軍隊輸送船「カランジャ」に収容された。

### サルベージ
1942年6月中に、イギリス海軍は潜水夫を使って、沈んだ「ブリティッシュ・ロイヤルティ」から重油1800トンとその他貨物2000トンを回収した。同年12月には船体のサルベージが行われ、浮揚した「ブリティッシュ・ロイヤルティ」は1943年（昭和18年）10月7日にイギリス海軍の泊地であるモルディブのアッドゥ環礁へ出航した。アッドゥ環礁では物資貯蔵船として利用された。なお、遅くとも1945年には戦時運輸省の所属となっている。

### ドイツ海軍による2度目の撃沈
1944年（昭和19年）3月9日、「ブリティッシュ・ロイヤルティ」は、アッドゥ環礁に侵入したドイツ海軍モンスーン戦隊の「U183」による雷撃を受けて再び着底した。「ブリティッシュ・ロイヤルティ」は応急修理が施され、泊地に浮かぶ物資貯蔵船として再利用された。「ブリティッシュ・ロイヤルティ」は商船として復旧されることなく、終戦後の1946年（昭和21年）1月16日に自沈処分となった。